# Tetrorchidium hirsutum
Tetrorchidium hirsutum är en törelväxtart som beskrevs av J.Murillo och K.Wurdack. Tetrorchidium hirsutum ingår i släktet Tetrorchidium och familjen törelväxter. Inga underarter finns listade i Catalogue of Life.